# Halosarcia undulata
Halosarcia undulata är en amarantväxtart som beskrevs av Paul G. Wilson. Halosarcia undulata ingår i släktet Halosarcia och familjen amarantväxter. Inga underarter finns listade i Catalogue of Life.